# León Guillet
León Guillet fue un político argentino que ejerció el cargo de gobernador de la provincia de San Luis entre los años 1922 y 1926.

## Biografía
León Guillet era hijo de padres franceses, Luis Guillet y María Soquet, quienes llegaron a la ciudad de Villa Mercedes en 1871 luego de la guerra franco prusiana. Nacido en Villa Mercedes, en la provincia de San Luis, y fallecido en el mismo lugar en el año 1933, estaba casado con Almaira Novillo Gigena, quien era una distinguida dama por estar emparentada con las familias Ortiz, Domínguez y Rodríguez del linaje sanluiseño. Tuvo varios hermanos y dos hijos de su primer matrimonio, León y Augusto, y luego de enviudar se casó con Almaira Novillo Gigena.
Se dice que era un hombre simpático de maneras desenvueltas que despertaba confianza por sus modales sencillos y su sonrisa, poseía una gran observación y perspicacia y era firme en sus resoluciones, por lo que era tomado como un hombre honesto y ecuánime. Como gobernante no permitió que la influencia de las agrupaciones políticas subordinasen sus decisiones, lo que le valió roces con los líderes partidarios. Fue uno de los hombres más representativos y ponderados en la opinión pública de la provincia y su administración es considerada como una de las mejores de la historia local.
Fue comerciante a la par que pertenecía al Partido Liberal. El 9 de enero de 1905 puso en marcha la primera fábrica de hielo de Villa Mercedes, la cual era de su propiedad. Fue elegido como gobernador de la provincia de San Luis el 15 de noviembre de 1922, ocupando el cargo hasta el 14 de noviembre de 1926.
El Partido Liberal se estableció en 1920 como una unión electoral entre tres partidos: la Unión Cívica Radical, la Unión Popular y el Partido Nacional, y que luego tomaría la denominación de «Demócrata Liberal», en medio de una situación provincial de terror, con asesinatos a sangre fría por parte de comisarios y policías, mientras que los interventores de la provincia convocaban a elecciones sólo para suspenderlas -en reiteradas ocasiones- la noche anterior a los comicios.
La vida pública de Guillet comenzó en Villa Mercedes, llegando a ocupar altas jerarquías municipales, y donde fue intendente desde el 3 de mayo de 1916, y ya tenía prestigio cuando se decidió proponerlo como candidato a gobernador. Ante la renuncia de Toribio Mendoza (hijo) como candidato, le sucedió Guillet en un ámbito en que la Unión Cívica Radical se encontraba fracturada por la anarquía interna, y por ello, el candidato de los liberales, León Guillet, fue propuesto como gobernador.

## Gobernador
El 15 de noviembre de 1922, León Guillet, durante su primer acto como gobernador, nombró como ministros a Cipriano Taboada Mora y al doctor Rómulo Foncueva debido a su limpia trayectoria. Encontró una provincia destruida y con abusos al erario público a los que poco a poco fue normalizando.

«Creo en el deber como fuerza para mi vida y en la libertad como destino para mi pueblo».
León Guillet en su asunción, frase de Nicolás Avellaneda.

Narran que su despacho siempre se encontraba abierto para atender personalmente los pedidos, reclamos o sugerencias que los ciudadanos querían hacerle llegar.
Como gobernador, una de sus principales preocupaciones fue el mejoramiento de las vías de acceso, empezando por las de Potrero de los Funes, El Volcán, El Trapiche y El Durazno; en el sur con los de Las Tres Marías, Los Quebrachos, San Francisco del Monte de Oro, Saladillo, La Toma y las cercanías a la provincia de Córdoba.
Propició un mejoramiento en el sistema de marcas y señales del ganado, extinguiendo el cuatrerismo, y se opuso terminantemente al alcohol por considerarlo «el principio engendrador de la delincuencia en una población de carácter y temperamentos pacíficos». Creó además la "Asistencia Pública" para proporcionar medicamentos y tratamiento médico a la clase modesta y creó el Hospital de Caridad de Villa Mercedes, al que dotó con una máquina de rayos x, reglamentó la atención nocturna y los turnos de las farmacias. La vacunación antivariólica fue instalada en gran parte de la población. En el sector alimenticio mecanizó la elaboración del pan.
El Poder Judicial fue reorganizado con jueces probos y de larga trayectoria, se actualizaron los padrones electorales y se convocó a elecciones, se reorganizó la policía con hombres honestos y prudentes que estuvieran pendientes de las normas constitucionales, se sancionó además el curanderismo y se ordenó el relevamiento cartográfico de la provincia. En cuanto a las leyes, se aprobó el Código Rural y el nuevo Código de la Policía Urbana y Rural, como también el de la Justicia de Paz, de Registro Civil, de trabajo de menores y mujeres, y se creó la Oficina de Trabajo. Otras leyes fueron las de salario mínimo, trabajo nocturno en panaderías, descanso dominical, de fondos propios para el Consejo de Educación, de jubilaciones y pensiones civiles, becas en las escuelas y otras.
Como descendiente de franceses una preocupación constante era la cultura, reflejada en la memoria del Concejo Deliberante en 1919: «La cultura pública ha preocupado también a la administración(...); y para tratar de mejorarla y difundirla por los medios al alcance de las autoridades municipales, no se omitieron esfuerzos. Atribuyendo a las bibliotecas toda la importancia de su rol educativo, se hicieron valiosas adquisiciones para la Biblioteca Alberdi, enriqueciéndola con muchas obras importantes y costosas, ya de consulta para estudiantes, ya de interés para los letrados».
Guillet instituyó para el sector agropecuario ferias y exposiciones y para la minería obtuvo capitales y transportes accesibles monetariamente y alentó los estudios geológicos. En cuanto a la hidrología, él encabezaba los estudios, haciendo perforar pozos y gestionando las construcciones de diques y embalses. En el Paraje Los Socavones, debido a su arbolado natural, conformó una zona de recreo.
Sobre el río Volcán ordenó la construcción de un puente para adelantarse a que las crecidas incomunicaran la zona. Y con el patrocinio del profesor Juan W. Gez fundó el Aero Club San Luis.
Utilizó el Boletín Oficial para la difusión de la obra del gobierno y pidió que las oficinas gubernamentales lo coleccionasen para tener «una síntesis del archivo oficial, en su movimiento de vida administrativa, legislativa y judicial, al alcance de todo el mundo, en toda la extensión del territorio de la provincia».
Fue un gobierno que se desarrolló pacíficamente, brindando bienestar a la población provincial.